# Onthophagus zimmermanni
Onthophagus zimmermanni là một loài bọ cánh cứng trong họ Bọ hung (Scarabaeidae).